# Cyprus op de Olympische Jeugdzomerspelen 2010
Cyprus nam deel aan de Olympische Jeugdzomerspelen 2010 in Singapore, de eerste editie van de Olympische Jeugdspelen.

## Medailleoverzicht
| Sport    | Olympiër               | Discipline         | Medaille |
| -------- | ---------------------- | ------------------ | -------- |
| Atletiek | Alexandros Poursanidis | kogelslingeren (m) | Zilver   |

## Deelnemers en resultaten
(m) = mannen, (v) = vrouwen 

### Atletiek
| Olympiër               | Discipline         | Resultaat | Prestatie                                                                                        |
| ---------------------- | ------------------ | --------- | ------------------------------------------------------------------------------------------------ |
| Alexandros Poursanidis | kogelslingeren (m) | Zilver    | kwalificatie: 67,24 m (8e) (66,08 - 67,24 - x - x) A-finale: 70,30 m (63,16 - 65,91 - 70,30 - x) |
|                        |                    |           |                                                                                                  |
| Leontia Kallenou       | hoogspringen (v)   | 4e        | kwalificatie: 1,76 m (6e) A-finale: 1,79 m                                                       |

### Gymnastiek
| Olympiër         | Discipline   | Resultaat | Prestatie |
| ---------------- | ------------ | --------- | --- |
| Michalis Krasias | meerkamp (m) | 18e       | 81.450 punten kwalificatie divisie 2 12.850 brug 13.200 paardvoltige 13.300 rekstok 13.800 ringen 14.700 sprong 13.600 vloer 78.150 punten finale 12.500 brug 11.500 paardvoltige 12.800 rekstok 13.200 ringen 14.600 sprong 13.550 vloer |

### Wielersport
| Olympiër                                                                       | Discipline   | Resultaat | Prestatie |
| ------------------------------------------------------------------------------ | ------------ | --------- | --- |
| Cypres Leontios Katsouris Eirinaios Koutsiou Mamas Kyriacou Antri Christoforou | gemengd team | 23e       | 331 punten bmx: 72 pnt. Mamas Kyriacou 40 pnt. Antri Christoforou mountainbike: 72 pnt. Leontios Katsouris: - 5 ronden (32e) 27 pnt. Antri Christoforou: 54,11 (+7,13) (9e) tijdrit: 30 pnt. Eirinaios Koutsiou: 4.29,15 (+ 32,51) (27e) 18 pnt. Antri Christoforou: 3.33,10 (+ 15,10) (6e) 72 pnt. wegwedstrijd Leontios Kasuaris: 1:05.44 (+ 0.02) (38e) Eirinaios Koutsiou: 1:14.02 (+ 8.20) (56e) Mamas Kyriacou: niet gefinisht |

### Zwemmen
| Olympiër        | Discipline        | Resultaat | Prestatie                                               |
| --------------- | ----------------- | --------- | ------------------------------------------------------- |
| Omiros Zagkas   | 50 m vrij (m)     | 24e       | 1R serie 7: 24,70 (8e)                                  |
|                 |                   |           |                                                         |
| Anna Schegoleva | 50 m vlinder (v)  | 15e       | 1R serie 2: 28,57 (4e; 12e tijd) HF serie 1: 28,80 (7e) |
| Anna Schegoleva | 100 m vlinder (v) | 19e       | 1R serie 3: 1.02, 92 (5e)                               |
| Anna Schegoleva | 200 m vlinder (v) | dns       | 1R serie 2: niet gestart                                |

Afghanistan · Albanië · Algerije · Amerikaanse Maagdeneilanden · Amerikaans-Samoa · Andorra · Angola · Antigua en Barbuda · Argentinië · Armenië · Aruba · Australië · Azerbeidzjan · Bahama's · Bahrein · Bangladesh · Barbados · België · Belize · Benin · Bermuda · Bhutan · Bolivia · Bosnië en Herzegovina · Botswana · Brazilië · Britse Maagdeneilanden · Brunei · Bulgarije · Burkina Faso · Burundi · Cambodja · Canada · Centraal-Afrikaanse Republiek · Chili · China · Chinees Taipei · Colombia · Comoren · Congo-Brazzaville · Congo-Kinshasa · Cookeilanden · Costa Rica · Cuba · Cyprus · Denemarken · Djibouti · Dominica · Dominicaanse Republiek · Duitsland · Ecuador · Egypte · El Salvador · Equatoriaal-Guinea · Eritrea · Estland · Ethiopië · Fiji · Filipijnen · Finland · Frankrijk · Gabon · Gambia · Georgië · Ghana · Grenada · Griekenland · Groot-Brittannië · Guam · Guatemala · Guinee · Guinee‑Bissau · Guyana · Haïti · Honduras · Hongarije · Hongkong · Ierland · IJsland · India · Indonesië · Irak · Iran · Israël · Italië · Ivoorkust · Jamaica · Japan · Jemen · Jordanië · Kaaimaneilanden · Kaapverdië · Kameroen · Kazachstan · Kenia · Kirgizië · Kiribati · Koeweit · Kroatië · Laos · Lesotho · Letland · Libanon · Liberia · Libië · Liechtenstein · Litouwen · Luxemburg · Macedonië · Madagaskar · Malawi · Malediven · Maleisië · Mali · Malta · Marshalleilanden · Marokko · Mauritanië · Mauritius · Mexico · Micronesië · Moldavië · Monaco · Mongolië · Montenegro · Mozambique · Myanmar · Namibië · Nauru · Nederland · Nederlandse Antillen · Nepal · Nicaragua · Nieuw-Zeeland · Niger · Nigeria · Noord-Korea · Noorwegen · Oeganda · Oekraïne · Oezbekistan · Oman · Oostenrijk · Oost‑Timor · Pakistan · Palau · Palestina · Panama · Papoea-Nieuw-Guinea · Paraguay · Peru · Polen · Portugal · Puerto Rico · Qatar · Roemenië · Rusland · Rwanda · Saint Kitts en Nevis · Saint Lucia · Saint Vincent en Grenadines · Salomonseilanden · Samoa · San Marino · Sao Tomé en Principe · Saoedi-Arabië · Senegal · Servië · Seychellen · Sierra Leone · Singapore · Slovenië · Slowakije · Soedan · Somalië · Spanje · Sri Lanka · Suriname · Swaziland · Syrië · Tadzjikistan · Tanzania · Thailand · Togo · Tonga · Trinidad en Tobago · Tsjaad · Tsjechië · Tunesië · Turkije · Turkmenistan · Tuvalu · Uruguay · Vanuatu · Venezuela · Verenigde Arabische Emiraten · Verenigde Staten · Vietnam · Wit-Rusland · Zambia · Zimbabwe · Zuid-Afrika · Zuid-Korea · Zweden · Zwitserland